# Флоріан Лорхський
Флоріан, Флоріан Лорсхький, Святий Флоріан (лат. Florianus, 250, Каннабіака, нині Цайзельмауер біля Тулльну, Нижня Австрія — 304, Лауріакум, нинішній Енс, Верхня Австрія) — один з восьми покровителів Австрії, католицький святий, покровитель пожежників.

## Ім'я
Ім’я «Флоріан» означає «квітучий», є символом «дерева віри». Цей святий був охочий допомагати людям, через що став не тільки покровителем пожежників, але і взірцем для людей на публічних посадах, взірцем служіння, насамперед для політиків.

## Біографія
Згідно з найпоширенішою версією, Флоріан жив у римській провінції Уфернорікум — нинішній Верхній Австрії (частина провінції Норікум після її розділення), за часів останнього великого переслідувача християн, імператора Діоклетіана. Його гоніння відбулися на межі III i IV століть. Флоріан очолював канцелярію намісника. Шукав істину і прийняв християнство — спершу потай. А потім, як член християнської спільноти в Лавріаку (нинішній Лорх — дільниця в місті Еннсі), відмовився складати присягу римським богам, обов’язкову для чиновників, якої вимагав імператор. Через це він втратив працю й перебрався поблизу нинішнього Санкт-Пельтена, де став служити воєначальником. Це була людина непересічна, великих здібностей.
На звістку про тяжкі переслідування, яких зазнавала молода Церква в Лавріаку, Флоріан повернувся туди, бажаючи допомогти своїм співбратам у вірі. Він вирушив на чолі невеликого збройного загону, повністю усвідомлюючи, що за таких умов у державі його похід, швидше за все, закінчиться поразкою. На під’їзді до міста Флоріана з його солдатами зустріли уповноважені намісника, Аквіліна, і розповіли про «диспозицію»: християни це вороги держави, їх переслідують. Святий Флоріан не став приховувати свою віру. Його тут же схопили, відвели до намісника, де спробували переконати і улестити, а потім піддали тяжким тортурам: бичували, розривали тіло гаками, після чого прив’язали на шию камінь і скинули з мосту в річку Анезус (нині — Еннс). Це було 4 травня 304 року. Разом зі святим Флоріаном загинула і група тих християн, які боронили самого Флоріана і протестували проти такого жорстокого і несправедливого вироку. Їхні останки спочивають у новому головному вівтарі базиліки в Лорху. Розташована неподалік колегія стоїть на місці першого поховання мученика з Лавріака. Його відважне сповідування віри додало відваги іншим християнам, щоб вистояти у вірі та надії. Народна побожність «призначила» св.Флоріана бути покровителем пожежників. Його вшановують як заступника під час і пожеж, і повеней; він покровитель металургів і склодувів, сажотрусів і пивоварів, бондарів, вуглярів і кераміків.
1971 року австрійська дієцезія Лінца обрала святого Флоріана своїм першим Покровителем. Саме тоді реліквії святого мученика привіз до Лорха з Кракова кардинал Кароль Войтила. Втім, перші реліквії святого туди привіз ще 1736 року Ян Александр Ліпський, тодішній єпископ Краківський. У Польщу його реліквії потрапили у XII столітті, що записано в «Annales Capituli Cracoviensis». Спершу вони перебували в головному вівтарі Катедрального собору святих Станіслава і Вацлава на Вавелі, а сам святий Флоріан став першим покровителем Кракова. Частину реліквій залишили для храму, освяченого на його честь, що постав у дільниці Клепарово 1185 року. Саме там, через багато століть, був вікарним священником молодий о.Кароль Войтила. З Кракова культ святого Флоріана поширився на всю Польщу, а з Польщі — на Угорщину. 2004 року, з нагоди 1700-ліття з дня смерті, святий Флоріан був проголошений другим (разом зі святим Леопольдом) Покровителем Австрії, а в тамтешній Католицькій Церкві 2004-й став Роком святого Флоріана.

## Святий Флоріан в Україні
На території України збереглося декілька десятків скульптурних зображень святого Флоріана. Зазвичай він зображений в одязі римського воїна з відром або кухлем води.
Найбільш відомим є зображення святого Флоріана у Львові на фронтоні споруди пожежної команди (скульптор Петро Війтович, 1906 р.) на вул. Підвальній, 6. Також на фасаді приватного будиночка, що вул. Пустомитівській у Львові знаходиться скульптура Святого Флоріана. 
На території України є три пам'ятники святому Флоріану — у Микулинцях (1797), у Загір'ї Зборівського району та Швайківцях Чортківського району. Також є барельєф святого Флоріана у Чернівцях на житловому будинку, що на вул. Кобилянської. У Бродах біля залізничного переїзду, що між вулицями 22 Січня та Львівською, 4 травня 2011 року було освячено відновлену коштом залізничників Бродівської ділянки колії, фігуру Святого Флоріана.
На місці, де стоїть пам'ятник у Загір'ї, розміщувався панський маєток. Кілька разів маєток був спалений блискавкою. Пани збудували маєток в іншому місці. На території, де стоїть пам'ятник Святому Флоріану донині спостерігаються часті удари блискавок. Пам'ятник являє собою фігуру Святого, який ллє воду з відра на палаючий будинок. Рік встановлення — 1775.
26 січня 1588 року місто Шаргород отримало від короля Сигізмунда III герб з такою символікою: «За герб місту надається Святий Флоріан, що має в правій руці щиток з трьома списами, а в лівій начиння з водою, котрою пожежу заливає, на пам'ять про те, що місто від войовничого колись Флоріана Шарого дістало наймення». Святий Флоріан виступає тут як покровитель родоначальника власників міста Замойських — Флоріана Замойського, прозваного «Шарим» (сірим). Щиток з трьома списами в руці святого — герб роду Замойських («Єліта»).

Зображення святого Флоріана у Львові
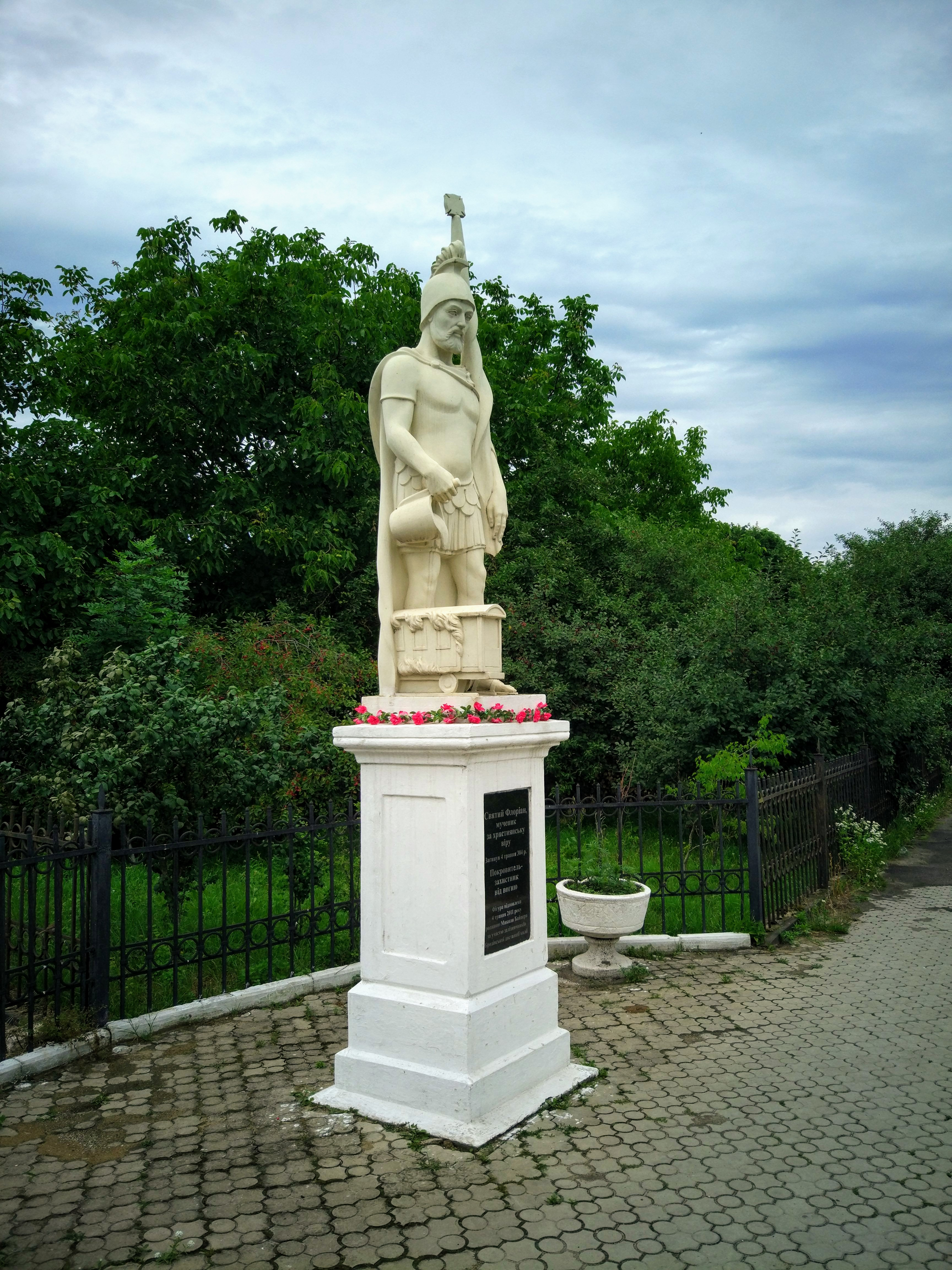
Статуя святого Флоріана у Бродах
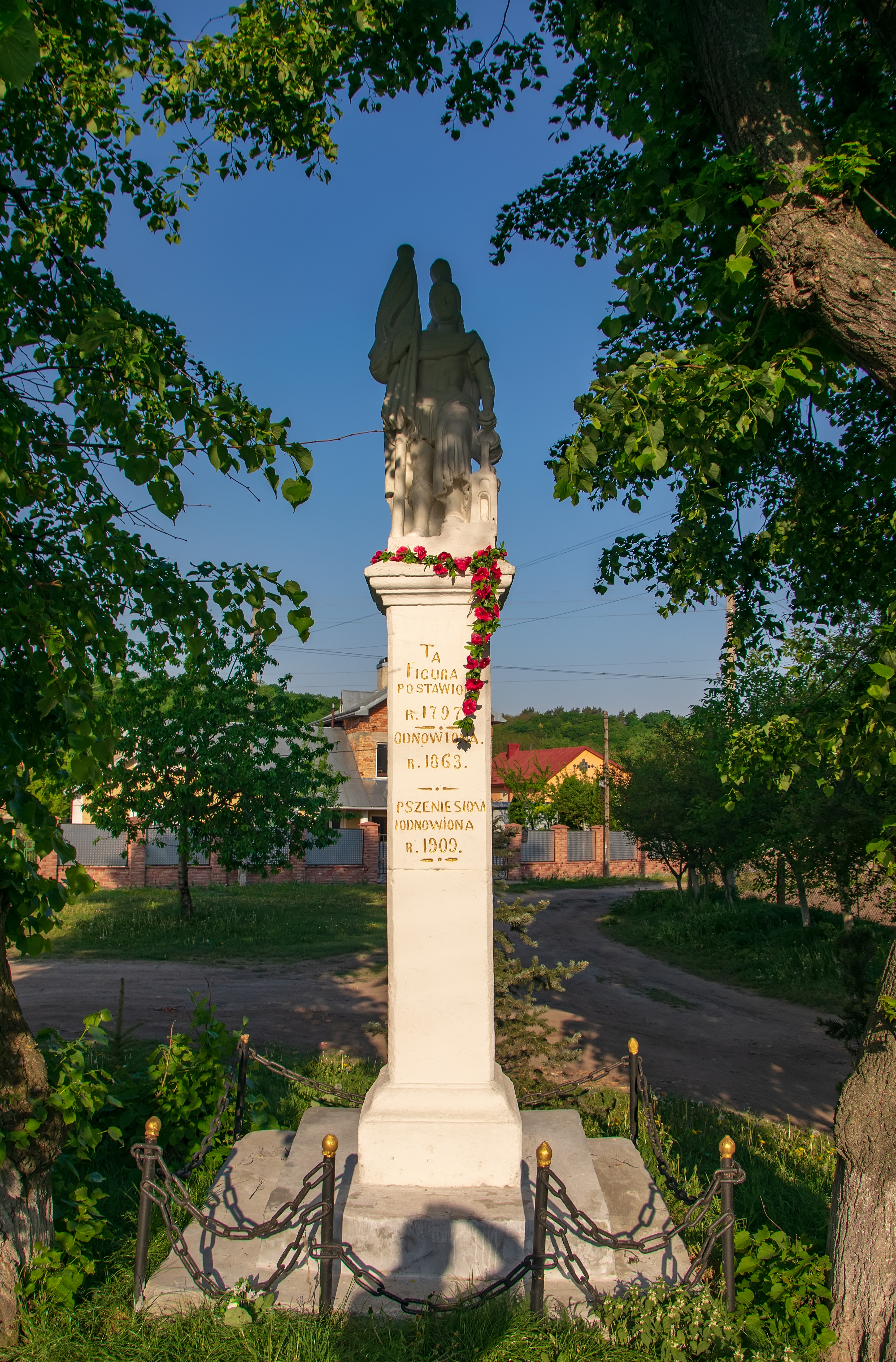
Статуя святого Флоріана у селищі Микулинці

## Вшанування пам'яті
У місті Шаргород зберігся діючий храм св. Флоріана, який було збудовано у 1595 році. А, також вулиця Свято-Флоріанівська. 
У місті Мукачево провулок Мічуріна перейменували на вулицю Святого Флоріана. 